# Mulligans Irish Music Bar

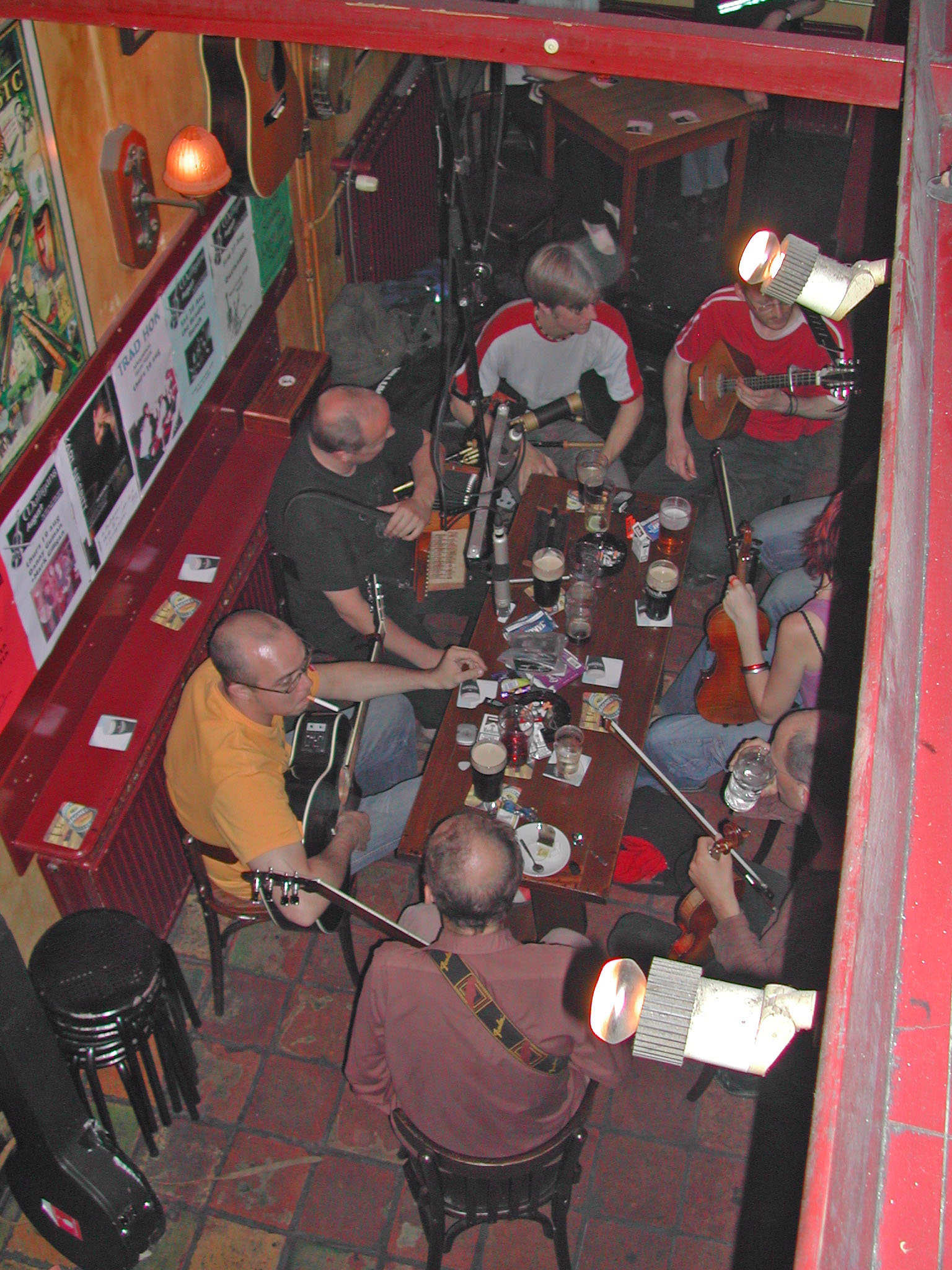
Een sessie in Mulligans

Mulligans Irish Music Bar is een café aan de Amstel 100 in Amsterdam. De zaak werd geopend in 1988 en is vergelijkbaar met O'Donoghue's in Dublin, Ierland. 

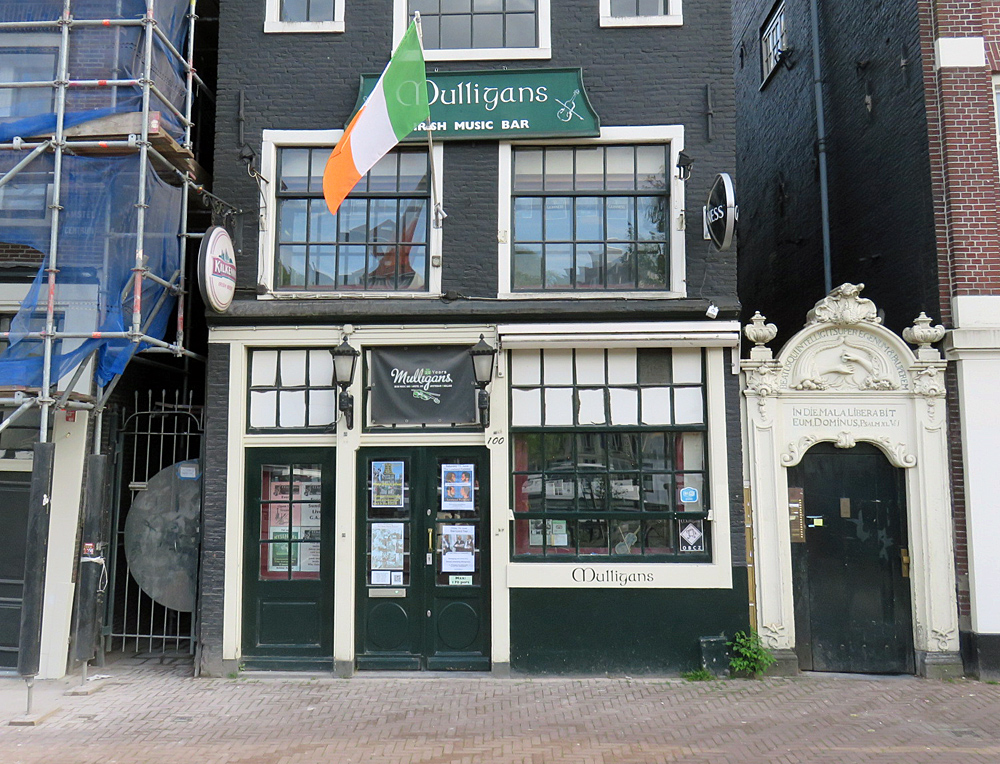
Mulligans Irish Music Bar in Amsterdam

Op deze locatie bevond zich aanvankelijk homocafé De Komedie, dat in 1988 werd overgenomen door Miriam Feuth en een Ierse bouwvakker die als haar compagnon fungeerde. Samen maakten ze er de eerste Ierse pub met livemuziek in Amsterdam van, die al direct populair werd bij Ieren van alle leeftijden en rangen en standen.
Bij Mulligans is er op vijf avonden in de week livemuziek, gespeeld door bands of individuele singer-songwriters. Op zondag is er meestal een sessie van voornamelijk Ierse folkmuzikanten.

## Discografie
Er verschenen enige CD's op naam van Mulligans, zoals:
- Mulligans Irish Music Bar, Reeling about in Mulligans, 1995
- Mulligans Irish Music Bar, The First Ten Years, 1998
- Mulligans Live, Volume One, 2004